# Xylosteini
Tribu
Les Xylosteini (Reitter, 1913) forment une tribu de coléoptères cérambycidés appartenant à la sous-famille des Lepturinae.

## Morphologie

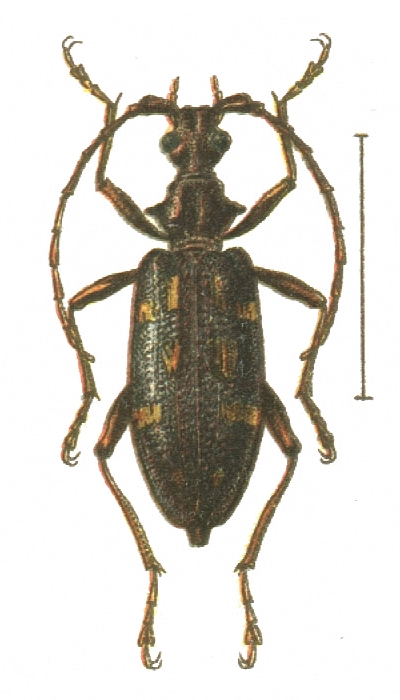
Xylosteus spinolae Frivaldsky, 1838, femelle.

Les Xylosteini sont caractérisés par les yeux grands et à facettes grossières et les antennes longues; le prothorax est souvent fourni d'une épine latérale.

Cette tribu est probablement la plus ancienne des Lepturiens et présente des évidentes affinités avec les autres sous-familles et tribus de Cérambycidés : l'aspect général de certains genres (Centrodera) rappelle certains Rhagiini comment Stenocorus, Oxymirus ou Pseudosieversia, les corps allongé des mâles de certaines genres (Leptorrhabdium) rappelle les Encyclopini, tandis que l'aspect des femelles d'autres genres (Xylosteus) rappelle les Saphanini (Spondylidinae).

## Distribution
Les Xylosteimi sont distribués dans l'hémisphère boréale et, bien si certains genres sont présents en Europe orientale, aucun rejoint l'Europe occidentale.